# WKC Stahl- und Metallwarenfabrik
 (août 2022).
Si vous disposez d'ouvrages ou d'articles de référence ou si vous connaissez des sites web de qualité traitant du thème abordé ici, merci de compléter l'article en donnant les références utiles à sa vérifiabilité et en les liant à la section « Notes et références ».
 (août 2022).
La mise en forme du texte ne suit pas les recommandations de Wikipédia : il faut le « wikifier ».
Les points d'amélioration suivants sont les cas les plus fréquents. Le détail des points à revoir est peut-être précisé sur la page de discussion.
- Les titres sont pré-formatés par le logiciel. Ils ne sont ni en capitales, ni en gras.
- Le texte ne doit pas être écrit en capitales (les noms de famille non plus), ni en gras, ni en italique, ni en « petit »…
- Le gras n'est utilisé que pour surligner le titre de l'article dans l'introduction, une seule fois.
- L'italique est rarement utilisé : mots en langue étrangère, titres d'œuvres, noms de bateaux, etc.
- Les citations ne sont pas en italique mais en corps de texte normal. Elles sont entourées par des guillemets français : « et ».
- Les listes à puces sont à éviter, des paragraphes rédigés étant largement préférés. Les tableaux sont à réserver à la présentation de données structurées (résultats, etc.).
- Les appels de note de bas de page (petits chiffres en exposant, introduits par l'outil «  Source ») sont à placer entre la fin de phrase et le point final[comme ça].
- Les liens internes (vers d'autres articles de Wikipédia) sont à choisir avec parcimonie. Créez des liens vers des articles approfondissant le sujet. Les termes génériques sans rapport avec le sujet sont à éviter, ainsi que les répétitions de liens vers un même terme.
- Les liens externes sont à placer uniquement dans une section « Liens externes », à la fin de l'article. Ces liens sont à choisir avec parcimonie suivant les règles définies. Si un lien sert de source à l'article, son insertion dans le texte est à faire par les notes de bas de page.
- La présentation des références doit suivre les conventions bibliographiques. Il est recommandé d'utiliser les modèles {{Ouvrage}}, {{Chapitre}}, {{Article}}, {{Lien web}} et/ou {{Bibliographie}}. Le mode d'édition visuel peut mettre en forme automatiquement les références.
- Insérer une infobox (cadre d'informations à droite) n'est pas obligatoire pour parachever la mise en page.

Pour une aide détaillée, merci de consulter Aide:Wikification.
Si vous pensez que ces points ont été résolus, vous pouvez retirer ce bandeau et améliorer la mise en forme d'un autre article.
WKC Stahl- und Metallwarenfabrik Hans Kolping GmbH & Co. KG est une manufacture d'armes blanches, fondée sous le nom de Weyersberg, Kirschbaum & Cie (WKC) en 1883 à Solingen (Allemagne). 

## Historique

### Moyen-Âge
L'histoire de l'entreprise Weyersberg, Kirschbaum et Cie à Solingen se rattache à l'une des premières marques déposées pour les sabres et épées au Moyen Âge. En 1560, Johannes Wundes enregistre la marque Tête de roi comme signature de sa forge. Cette marque a été reprise plus tard par la famille Weyersberg. 

### XIXesiècle
Par la suite, à l’époque de la révolution industrielle, la famille Weyersberg en produit à Solingen par l'obtention d'un brevet pour l'introduction du laminage.
En 1883, les familles Weyersberg et Kirschbaum s'associent pour fonder Weyersberg, Kirschbaum et Compagnie (WKC), l'entreprise la plus performante de Solingen à cette époque[réf. nécessaire]. En 1900, l'entreprise employait plus de 1 200 salariés.

### XXesiècle
Pendant la 2e guerre mondiale, WKC a été la cible des bombardements alliés sur Solingen et la majeure partie des bâtiments et équipements ont été détruits. Le 4 et 5 novembre 1944 la production est arrêtée. 

### XXIesiècle
Eelles sont considérées comme les meilleures lames du monde[réf. nécessaire]. 
En novembre 2005, Wilkinson ferme sa production de sabres à Londres. En décembre WKC rachète la plupart des machines, outils, pièces finies ou non finies des sabres, dagues, ou couteaux. WKC est maintenant en position de produire la plupart des modèles anglais selon les spécifications du ministère, utilisant les outillages.